# Chamnaom (gmina)
Chamnaom – gmina (khum) w północno-zachodniej Kambodży, w południowej części prowincji Bântéay Méanchey, w dystrykcie Môngkôl Borei, z siedzibą w Chamnaom.

## Miejscowości
- Pralay Char
- Rongvean Lech
- Rongvean Kaeut
- Chamnaom Lech
- Chamnaom Kaeut
- Roung Kou Daeum
- Roung Kou Kandal
- Roung Kou Chong
- Peam Roung kou
- Ta Sal
- Chuor Khchas
- Boeng Tras
- Dang Trang
- Srae Prey
- Bos Tonloab
- Ta Bun
- Kouk Ponley
- Say Samon
- Damnak Preas Ang